# 1998-as rövid pályás úszó-Európa-bajnokság
Az 1998-as rövid pályás úszó-Európa-bajnokságot december 11. és december 13. között rendezték Sheffieldban, Nagy-Britanniában. Ez volt a második rövid pályás úszó-Eb néven rendezett esemény. Az Eb-n 38 versenyszámot rendeztek.

## Éremtáblázat
(A táblázatban a rendező nemzet eltérő háttérszínnel kiemelve.)
| Helyezés | Nemzet             | Arany | Ezüst | Bronz | Összesen |
| 1.       | Németország        | 10    | 8     | 5     | 23       |
| 2.       | Egyesült Királyság | 7     | 5     | 9     | 21       |
| 3.       | Hollandia          | 6     | 5     | 4     | 15       |
| 4.       | Svédország         | 3     | 6     | 6     | 15       |
| 5.       | Szlovákia          | 3     | 1     | 0     | 4        |
| 6.       | Lengyelország      | 3     | 0     | 0     | 3        |
| 7.       | Olaszország        | 1     | 2     | 1     | 4        |
| 8.       | Dánia              | 1     | 1     | 2     | 4        |
| 9.       | Csehország         | 1     | 0     | 2     | 3        |
| 10.      | Finnország         | 1     | 0     | 1     | 2        |
| 11.      | Belgium            | 1     | 0     | 0     | 1        |
| 11.      | Horvátország       | 1     | 0     | 0     | 1        |
| 11.      | Izland             | 1     | 0     | 0     | 1        |
| 11.      | Svájc              | 1     | 0     | 0     | 1        |
| 15.      | Spanyolország      | 0     | 2     | 2     | 4        |
| 15.      | Ukrajna            | 0     | 2     | 2     | 4        |
| 17.      | Ausztria           | 0     | 1     | 2     | 3        |
| 18.      | Franciaország      | 0     | 1     | 0     | 1        |
| 18.      | Litvánia           | 0     | 1     | 0     | 1        |
| 18.      | Szlovénia          | 0     | 1     | 0     | 1        |
| 21.      | Izrael             | 0     | 0     | 1     | 1        |
| 21.      | Oroszország        | 0     | 0     | 1     | 1        |
| Összesen | Összesen           | 40    | 36    | 38    | 114      |

## Érmesek
- WR – világrekord (World Record)
- ER – Európa-rekord (európai versenyző által elért eddigi legjobb eredmény) (European Record)

### Férfi
| Versenyszám                  | Arany | Arany      | Ezüst                                                                         | Ezüst    | Bronz                                                                                 | Bronz    |
| ---------------------------- | --- | ---------- | ----------------------------------------------------------------------------- | -------- | ------------------------------------------------------------------------------------- | -------- |
| 50 m-es gyorsúszás           | Mark Foster · Egyesült Királyság | 21,31 WR   | Mark Veens · Hollandia                                                        | 21,79    | Pieter van den Hoogenband · Hollandia                                                 | 21,87    |
| 100 m-es gyorsúszás          | Lars Frölander · Svédország | 47,54      | Pieter van den Hoogenband · Hollandia                                         | 47,68    | Mark Veens · Hollandia                                                                | 47,97    |
| 200 m-es gyorsúszás          | Pieter van den Hoogenband · Hollandia | 1:44,00    | Massimiliano Rosolino · Olaszország                                           | 1:44,92  | Jacob Carstensen · Dánia                                                              | 1:45,55  |
| 400 m-es gyorsúszás          | Emiliano Brembilla · Olaszország | 3:40,45 ER | Massimiliano Rosolino · Olaszország                                           | 3:42,87  | Jacob Carstensen · Dánia                                                              | 3:44,56  |
| 1500 m-es gyorsúszás         | Graeme Smith · Egyesült Királyság | 14:42,29   | Igor Snitko · Ukrajna                                                         | 14:51,70 | Emiliano Brembilla · Olaszország                                                      | 14:53,45 |
|                              | |            |                                                                               |          |                                                                                       |          |
| 50 m-es hátúszás             | Thomas Rupprath · Németország | 24,13 WR   | Stev Theloke · Németország                                                    | 24,66    | Daniel Carlsson · Svédország                                                          | 24,67    |
| 100 m-es hátúszás            | Stev Theloke · Németország | 52,71      | Darius Grigalionis · Litvánia                                                 | 53,41    | Eithan Urbach · Izrael                                                                | 53,64    |
| 200 m-es hátúszás            | Örn Arnarson · Izland | 1:55,16    | Adam Ruckwood · Egyesült Királyság                                            | 1:55,34  | Jorge Sánchez · Spanyolország                                                         | 1:55,78  |
|                              | |            |                                                                               |          |                                                                                       |          |
| 50 m-es mellúszás            | Mark Warnecke · Németország | 26,70 WR   | Patrik Isaksson · Svédország                                                  | 27,21    | Patrick Schmollinger · Ausztria                                                       | 27,60    |
| 100 m-es mellúszás           | Patrik Isaksson · Svédország | 59,22      | Mark Warnecke · Németország                                                   | 59,77    | Jens Kruppa · Németország                                                             | 59,89    |
| 200 m-es mellúszás           | Adam Whitehead · Egyesült Királyság | 2:08,54    | Stéphan Perrot · Franciaország                                                | 2:09,41  | Maxim Podoprigora · Ausztria                                                          | 2:10,09  |
|                              | |            |                                                                               |          |                                                                                       |          |
| 50 m-es pillangóúszás        | Miloš Milošević · Horvátország | 23,30 WR   | Mark Foster · Egyesült Királyság                                              | 23,34    | Lars Frölander · Svédország                                                           | 23,48    |
| 100 m-es pillangóúszás       | James Hickman · Egyesült Királyság | 51,04 WR   | Lars Frölander · Svédország                                                   | 51,11    | Denys Sylantyev · Ukrajna                                                             | 51,87    |
| 200 m-es pillangóúszás       | James Hickman · Egyesült Királyság | 1:52,96    | Denys Sylantyev · Ukrajna                                                     | 1:54,13  | Thomas Rupprath · Németország                                                         | 1:54,99  |
|                              | |            |                                                                               |          |                                                                                       |          |
| 100 m-es vegyes úszás        | Jani Sievinen · Finnország | 53,64      | Jens Kruppa · Németország                                                     | 54,00    | James Hickman · Egyesült Királyság                                                    | 54,45    |
| 200 m-es vegyes úszás        | James Hickman · Egyesült Királyság | 1:56,36    | Marcel Wouda · Hollandia                                                      | 1:56,51  | Jani Sievinen · Finnország                                                            | 1:57,14  |
| 400 m-es vegyes úszás        | Marcel Wouda · Hollandia | 4:07,70    | Frederik Hviid · Spanyolország                                                | 4:12,13  | Christian Keller · Németország                                                        | 4:12,56  |
|                              | |            |                                                                               |          |                                                                                       |          |
| 4 × 50 m-es gyorsúszás váltó | Hollandia · Mark Veens · Johan Kenkhuis · Stefan Aartsen · Pieter van den Hoogenband                                                                                      | 1:26,99    | Egyesült Királyság · Mark Foster · James Hickman · Simon Handley · Sion Brinn | 1:27,74  | Németország · Stephan Kunzelmann · Lars Conrad · Alexander Lüderitz · Carsten Dehmlow | 1:28,01  |
| 4 × 50 m-es vegyes váltó     | Németország · Thomas Rupprath · Mark Warnecke · Alexander Lüderitz · Stephan Kunzelmann · Svédország · Daniel Carlsson · Patrik Isaksson · Jonas Åkesson · Lars Frölander | 1:35,51    | nem adták ki                                                                  |          | Egyesült Királyság · James Hickman · Darren Mew · Mark Foster · Sion Brinn            | 1:36,11  |

### Női
| Versenyszám                  | Arany                                                                                 | Arany      | Ezüst                                                                                    | Ezüst   | Bronz                                                                               | Bronz   |
| ---------------------------- | ------------------------------------------------------------------------------------- | ---------- | ---------------------------------------------------------------------------------------- | ------- | ----------------------------------------------------------------------------------- | ------- |
| 50 m-es gyorsúszás           | Inge de Bruijn · Hollandia                                                            | 24,41 ER   | Katrin Meißner · Németország                                                             | 24,79   | Sue Rolph · Egyesült Királyság                                                      | 24,80   |
| 100 m-es gyorsúszás          | Sue Rolph · Egyesült Királyság                                                        | 53,84      | Martina Moravcová · Szlovákia                                                            | 53,93   | Louise Jöhncke · Svédország                                                         | 53,97   |
| 200 m-es gyorsúszás          | Martina Moravcová · Szlovákia                                                         | 1:55,12 ER | Franziska van Almsick · Németország                                                      | 1:57,05 | Louise Jöhncke · Svédország                                                         | 1:57,39 |
| 400 m-es gyorsúszás          | Carla Geurts · Hollandia                                                              | 4:08,05    | Vicki Horner · Egyesült Királyság                                                        | 4:09,02 | Karen Legg · Egyesült Királyság                                                     | 4:09,66 |
| 800 m-es gyorsúszás          | Flavia Rigamonti · Svájc                                                              | 8:27,85    | Carla Geurts · Hollandia                                                                 | 8:29,20 | Sarah Collings · Egyesült Királyság                                                 | 8:33,70 |
|                              |                                                                                       |            |                                                                                          |         |                                                                                     |         |
| 50 m-es hátúszás             | Sandra Völker · Németország                                                           | 27,27 WR   | Therese Alshammar · Svédország                                                           | 28,46   | Alena Nývltová · Csehország                                                         | 28,47   |
| 100 m-es hátúszás            | Sandra Völker · Németország                                                           | 59,84      | Antje Buschschulte · Németország                                                         | 59,97   | Alena Nývltová · Csehország                                                         | 1,00,40 |
| 200 m-es hátúszás            | Antje Buschschulte · Németország                                                      | 2,07,31    | Helen Don-Duncan · Egyesült Királyság                                                    | 2,09,83 | Yuliya Fomenko · Oroszország                                                        | 2,10,38 |
|                              |                                                                                       |            |                                                                                          |         |                                                                                     |         |
| 50 m-es mellúszás            | Sylvia Gerasch · Németország                                                          | 31,43      | Vera Lischka · Ausztria                                                                  | 31,61   | Jaime King · Egyesült Királyság                                                     | 31,69   |
| 100 m-es mellúszás           | Brigitte Becue · Belgium · Alicja Pęczak · Lengyelország                              | 1:07,71    | nem adták ki                                                                             |         | Svetlana Bondarenko · Ukrajna                                                       | 1:07,86 |
| 200 m-es mellúszás           | Alicja Pęczak · Lengyelország                                                         | 2:25,18    | Lourdes Becerra · Spanyolország                                                          | 2:26,13 | Anne Poleska · Németország                                                          | 2:26,21 |
|                              |                                                                                       |            |                                                                                          |         |                                                                                     |         |
| 50 m-es pillangóúszás        | Inge de Bruijn · Hollandia                                                            | 26,09 ER   | Anna-Karin Kammerling · Svédország                                                       | 26,30   | Johanna Sjöberg · Svédország                                                        | 26,76   |
| 100 m-es pillangóúszás       | Martina Moravcová · Szlovákia                                                         | 57,72 ER   | Johanna Sjöberg · Svédország                                                             | 58,17   | Inge de Bruijn · Hollandia                                                          | 58,47   |
| 200 m-es pillangóúszás       | Sophia Skou · Dánia                                                                   | 2:07,68    | Mette Jacobsen · Dánia                                                                   | 2:07,92 | Johanna Sjöberg · Svédország                                                        | 2:08,21 |
|                              |                                                                                       |            |                                                                                          |         |                                                                                     |         |
| 100 m-es vegyes úszás        | Martina Moravcová · Szlovákia                                                         | 1:00,43 WR | Nataša Kejžar · Szlovénia                                                                | 1:02,26 | Sue Rolph · Egyesült Királyság                                                      | 1:02,39 |
| 200 m-es vegyes úszás        | Alicja Pęczak · Lengyelország                                                         | 2:12,05    | Nicole Hetzer · Németország                                                              | 2:13,05 | Sue Rolph · Egyesült Királyság                                                      | 2:13,19 |
| 400 m-es vegyes úszás        | Hana Černá · Csehország                                                               | 4:36,03    | Nicole Hetzer · Németország                                                              | 4:36,37 | Lourdes Becerra · Spanyolország                                                     | 4:39,56 |
|                              |                                                                                       |            |                                                                                          |         |                                                                                     |         |
| 4 × 50 m-es gyorsúszás váltó | Németország · Katrin Meißner · Simone Osygus · Marianne Hinners · Sandra Völker       | 1:39,56    | Hollandia · Angela Postma · Nienke Valen · Wilma van Hofwegen · Inge de Bruijn           | 1:40,05 | Egyesült Királyság · Alison Sheppard · Claire Huddart · Karen Pickering · Sue Rolph | 1:40,11 |
| 4 × 50 m-es vegyes váltó     | Németország · Sandra Völker · Sylvia Gerasch · Franziska van Almsick · Katrin Meißner | 1:50,13    | Svédország · Therese Alshammar · Maria Östling · Johanna Sjöberg · Anna-Karin Kammerling | 1:50,84 | Hollandia · Brenda Starink · Madelon Baans · Inge de Bruijn · Angela Postma         | 1:51,01 |